# Javonte Smart
Pour les articles homonymes, voir Smart.
Javonte Dedrick Smart, né le 3 juin 1999 à Jackson Hole dans le Wyoming, est un joueur américain de basket-ball évoluant aux postes de meneur et arrière. Il mesure 1,91 m.

## Biographie

### Université
De 2018 à 2021, il évolue pour les Tigers de LSU.
Lors de la draft NBA 2021, il n'est pas sélectionné.

### NBA
Le 29 novembre 2021, il signe un contrat two-way en faveur des Bucks de Milwaukee pour la saison en cours. Le 13 janvier 2022, il est coupé.
En février 2022, il signe un contrat two-way avec le Heat de Miami.
En octobre 2023, il s'engage avec les 76ers de Philadelphie via un contrat two-way. Il est coupé en décembre 2023.

### Euroleague / ABA League
À la suite de la rupture de son contrat avec les 76ers de Philadelphie, il s’engage en janvier 2024 avec Étoile rouge de Belgrade en Serbie pour la seconde moitié de saison et en option une saison de plus.

## Statistiques

### Universitaires
Les statistiques de Javonte Smart en matchs universitaires sont les suivantes :
| Saison    | Équipe   | Matchs | Titul. | Min./m | % Tir | % 3pts | % LF | Rbds/m. | Pass/m. | Int/m. | Ctr/m. | Pts/m. |
| --------- | -------- | ------ | ------ | ------ | ----- | ------ | ---- | ------- | ------- | ------ | ------ | ------ |
| 2018-2019 | LSU      | 34     | 18     | 29.9   | .368  | .311   | .839 | 3.3     | 2.4     | 1.3    | .1     | 11.1   |
| 2019-2020 | LSU      | 31     | 30     | 34.2   | .415  | .326   | .814 | 3.5     | 4.2     | 1.1    | .2     | 12.5   |
| 2020-2021 | LSU      | 28     | 28     | 35.6   | .460  | .402   | .857 | 3.7     | 4.0     | 1.3    | .1     | 16.0   |
| Carrière  | Carrière | 93     | 76     | 33.1   | .414  | .351   | .836 | 3.5     | 3.5     | 1.2    | .1     | 13.0   |

## Distinctions personnelles
- Second-team All-SEC – Coaches (2021)
- Jordan Brand Classic (2018)
- 3× Louisiana Mr. Basketball (2016–2018)